# مفلطحات الأنف
مفلطحات الأنف (الاسم العلمي: Rhineuridae)، فصيلة حيوانات زاحفة من السحالي الدودية وأشباهها. تضم جنس (مفلطح الأنف) واحد أحادي النوع، بالإضافة إلى العديد من الأنواع المنقرضة التي تنتمي إلى مفلطح الأنف (Rhineura) وإلى العديد من الأجناس المنقرضة. ويوجد النوع الوحيد الحي (مفلطح الأنف الفلوريدي) في ولاية فلوريدا.